# Josef Schmiderer (Politiker, 1845)
Josef Schmiderer (* 20. Juli 1845 in Marburg, Untersteiermark; † 16. März 1927 in Graz) war Realitätenbesitzer und Abgeordneter zum Österreichischen Abgeordnetenhaus.

## Leben
Josef Schmiderer war Sohn des gleichnamigen Realitätenbesitzers Josef Schmiderer (1793/94–1856), der auch Abgeordneter im österreichischen Reichstag 1848 für den Wahlkreis Marburg war. Er besuchte von 1854 bis 1862 ein Gymnasium in Marburg und studierte danach Rechtswissenschaft an der Universität Graz. Im Jahr 1868 promovierte er zum Dr. iur. in Graz. Er wurde Realitätenbesitzer in Marburg und Präsident der Murtalbahn.
Josef Schmiderer war von 1881 bis 1902 Mitglied im steiermärkischen Landtag (V., VI., VII. und VIII. Wahlperiode). Er war auch von 1884 bis 1902 im Landesausschuss und Obmann der Bezirksvertretung Marburg.
Er war römisch-katholisch und ab 1872 verheiratet mit Maria Girstmayr († 1914), mit der er eine Tochter hatte. Sein Bruder war Johann Schmiderer (1848–1925), dem Bürgermeister von Marburg zwischen 1902 und 1918. Sein Schwager war der Abgeordnete Gustav Kokoschinegg.

## Politische Funktionen
Josef Schmiderer war vom 30. November 1880 bis zum 23. April 1885 Abgeordneter des Abgeordnetenhauses im Reichsrat (VI. Legislaturperiode) und vertrat dort für das Kronland Steiermark die Kurie Städte 7 (Marburg, Windisch-Feistritz, Windischgratz, Hohenmauthen, Mahrenberg, Saldenhofen, Pettau, St. Leonhard, Friedau, Luttenberg, Polstrau). Er erlangte sein Mandat in einer Nachwahl nach dem Rücktritt von Ferdinand Duchatsch.

## Klubmitgliedschaften
Josef Schmiderer war Mitglied im Klub der Vereinigten Fortschrittspartei. Ab dem 19. November 1881 war er bei den Vereinigten Linken.